# Ève Pouteilová-Nobleová
Ève Pouteilová-Nobleová (* 7. června 1981 Annecy, Francie) je bývalá francouzská sportovní šermířka, která se specializovala na šerm šavlí. Francii reprezentovala v devadesátých letech a v prvním desetiletí jednadvacátého století. V roce 1999 obsadila třetí místo na mistrovství světa v soutěži jednotlivkyň. S francouzským družstvem šavlistek vybojovala v roce 1999 druhé místo na mistrovství světa a v roce 2000 druhé místo na mistrovství Evropy.